# Mỏ than Guido - Zabrze

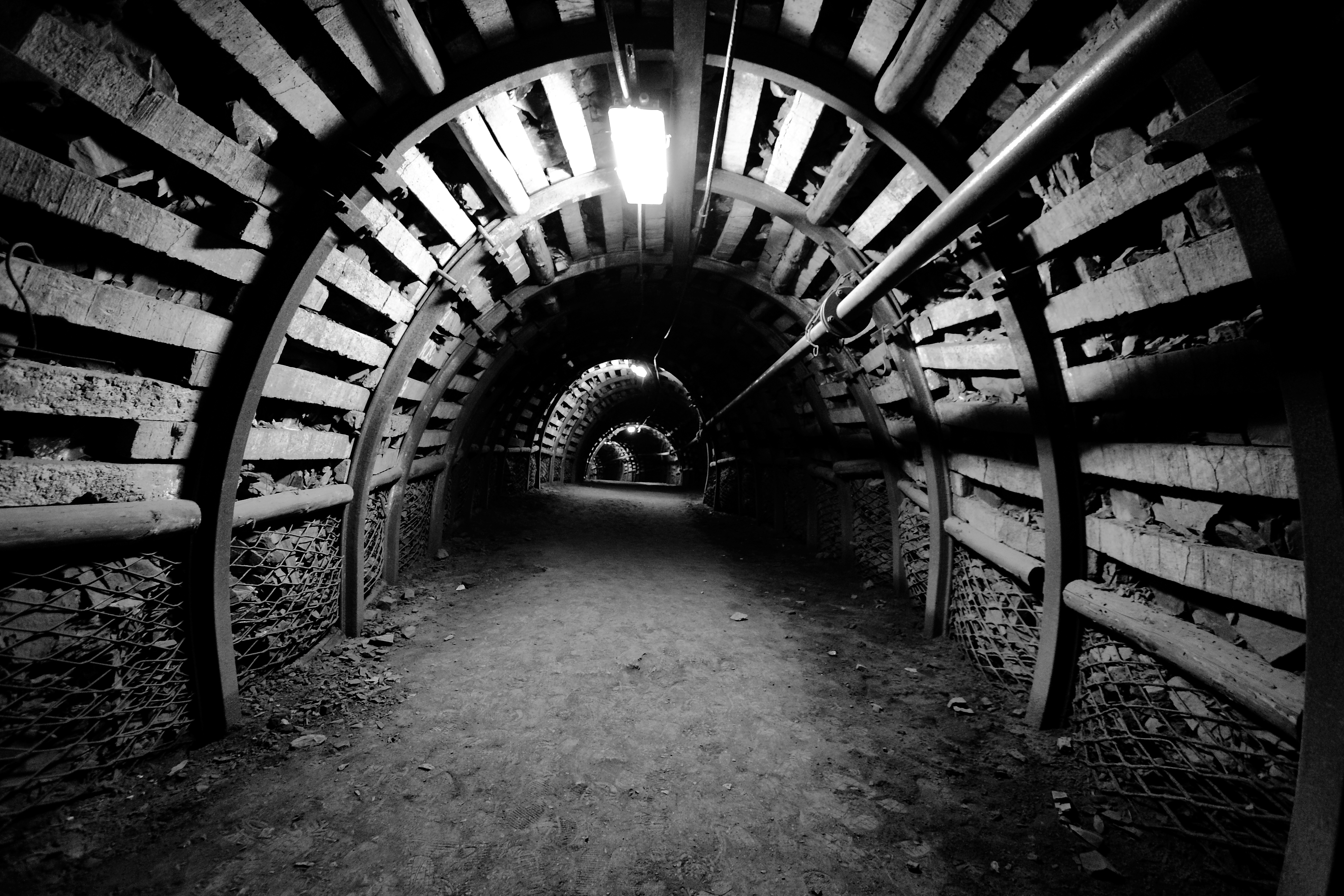
Đường lò trong mỏ

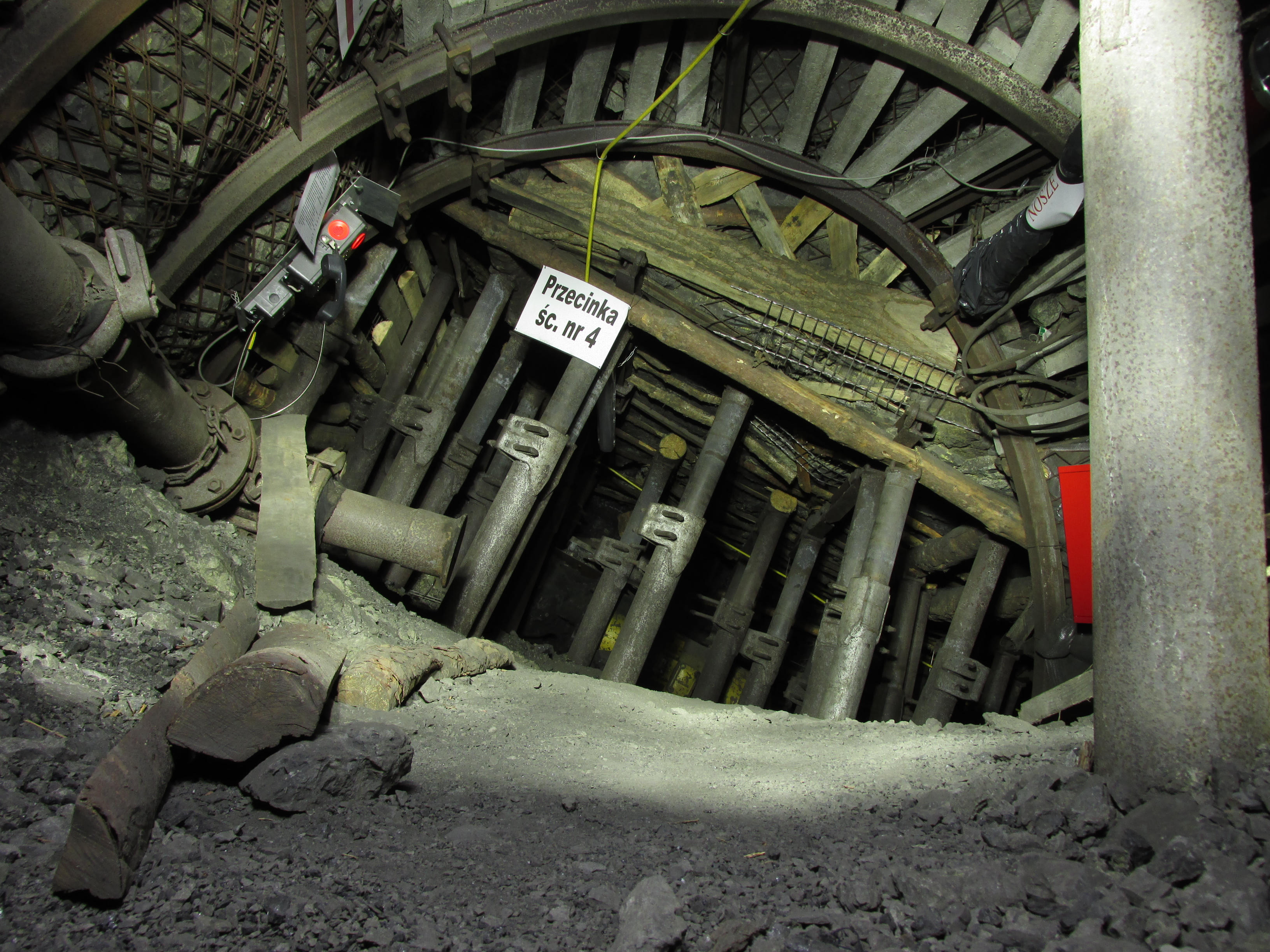
Lò chợ số 4 trên Tuyến đường 355 được khai trương vào năm 2016.

Mỏ than Guido - mỏ than đã dừng hoạt động (bắt đầu hoạt động từ ngày 2 tháng 10 năm 1855, khai thác từ năm 1871 đến 1928, từ khoảng năm 1887 là một phần của mỏ Delbrück, sau năm 1945 là một phần của mỏ Makoszowy, từ ngày 1 tháng 7 năm 1967 một phần của công tác khai thác bởi Mỏ than M-300 , đóng cửa vào ngày 1 tháng 7 năm 1996) tại Zabrze, được đưa vào sổ đăng ký các di tích lịch sử của tỉnh Silesia ; một phần khai thác mở cửa cho công chúng như các tuyến du lịch dưới lòng đất; đối tượng thuộc quản lý của Bảo tàng Khai thác than ở Zabrze.

## Lịch sử
Việc khai thác mỏ than Guido được giao vào ngày 2 tháng 10 năm 1855 cho Bá tước Guido Henckel von Donnersmarck và tên mỏ được lấy từ tên của ông. Barbara là giếng đứng đầu tiên được đào. Tuy nhiên, ngay sau đó, một sự cố đã xảy ra trong quá trình thi công do gặp phải một đứt gãy địa chất, mà vào năm 1856, chỉ sau 30 mét, đã phá vỡ kết cấu giếng đào. Song song với nó, giếng đứng Concordia đã được đào, trong đó mức khai thác đầu tiên là 80 m đã sớm được thiết lập. Tuy nhiên, ở đây, các công trình cũng gặp phải những khó khăn liên quan đến việc thay đổi kiến tạo so với dự kiến ban đầu gây cản trở hiệu quả cho việc khai thác. Vào năm 1862, ở độ sâu 117 m, giếng Concordia đã phá vỡ tầng chứa nước và bị ngập nước. Để tăng vốn đầu tư cho việc thoát nước và các công trình khai thác tiếp theo, Donnersmarck đã thiết lập quan hệ đối tác với Hiệp hội Đường sắt Thượng Silesia (Oberschlesische Eisenbahn Gesellschaft).
Năm 1870, nước đã thoát hết khỏi giếng (cũng trong thời gian này được đổi tên thành Guido), sau đó giếng được đào thêm tới độ sâu -170 m. Năm 1872, quá trình khai thác được khôi phục lại ở mức 80 m và than khai thác được vận tải bằng hệ thống đầu kéo gắn động cơ hơi nước. Đồng thời, công việc liên quan đến đào giếng đứng thứ hai của mỏ, để vinh danh đối tác Donnersmarck được gọi với cái tên là giếng Eisenbahn (Kolejowa). Năm 1885, sản lượng khai thác đạt kỷ lục trong lịch sử của mỏ khoảng 313 nghìn. tấn, nhưng do lợi nhuận lại thấp hơn hai năm sau đó, Donnersmarck đã bán mỏ cho Kho bạc của Phổ. Từ thời điểm đó, mỏ là tài sản nhà nước . Mỏ trở thành một khu vực khai thác phía nam cho mỏ nhà nước " Nữ hoàng Louise ".
Trong những năm đầu của thế kỷ 20, một mỏ mới "Delbrück" ("Delbrückgrube" - sau này là "Makoszowy", giờ là " Sonica-Makoszowy ") được xây dựng ở phía nam mỏ "Guido", khai thác than đá. Một nhà máy luyện cốc được xây dựng bên cạnh nó. Năm 1904, hoạt động khai thác than hầm lò của cả hai mỏ đã được thực hiện, vào năm 1912, mỏ "Guido" đã chính thức được hợp nhất vào mỏ "Delbrück".
Năm 1922, sau khi chia tỉnh Silesia, mỏ Guido cùng với mỏ Delbrück vẫn thuộc về phía Đức, trở thành một phần của "Preussag" thuộc sở hữu nhà nước . Sau thời gian khai thác, mỏ "Guido" đã mất tầm quan trọng. Năm 1928, giếng đứng Guido đã dừng hoạt động và giếng Kolejowa ngừng hoạt động chức năng là giếng khai thác chính. Giếng này vẫn duy trì làm đường lên xuống cho công nhân và vật liệu (trong vùng lân cận có một sân gỗ lớn). Mặt khác, thiết bị thoát nước được lắp đặt ở mức 170, nó đã sớm đảm nhận việc thoát nước của ba mỏ: Bielszowice, Makoszowy và Guido. Sau chiến tranh thế giới thứ hai, mỏ trở thành một khu vực không hoạt động của mỏ Makoszowy, nơi chỉ diễn ra các hoạt động thông gió và các lối thoát hiểm Bản mẫu:Odn.

## Mỏ thực nghiệm M-300 và bảo tàng ngoài trời
Năm 1967, nhà máy được chuyển thành mỏ thực nghiệm M-300. Năm 1982, một bảo tàng ngoài trời đã được mở trên khu vực của mỏ cũ, hoạt động cho đến năm 1996. Vào ngày 26 tháng 2 năm 1987, các công trình của mỏ đã được ghi trên sổ đăng ký các công trình, di tích của tỉnh Silesia bởi quyết định số 1342/87 gồm: giếng Kolejowa, tòa nhà trục giếng Kolejowa gồm tháp giếng và máy trục nâng, giếng Guido và mức khai thác hầm lò -170, -320 . Trong những năm 90 Mỏ thử nghiệm thuộc Trung tâm Cơ khí khai thác mỏ Gliwice KOMAG Bản mẫu:Odn Vào ngày 1 tháng 7 năm 1996, mỏ M-300 đóng cửa Bản mẫu:Odn, do đó các công trình đã đăng ký di tích đã bị xóa bỏ Bản mẫu:Odn. Năm 1997, hình thức thanh lý mỏ đã được thay đổi để biến nó thành một bảo tàng ngoài trời vào ngày 15 tháng 11 năm 1999, tài sản của mỏ đã được chuyển cho Công ty than Gliwice Bản mẫu:Odn. Vào tháng 6 năm 2007, các tuyến đường du lịch đã được nối lại . Vào ngày 30 tháng 12 năm 2014, các mức khai thác hầm lò (mức -320, mức -150) đã được thêm vào sổ đăng ký các di tích lịch sử của tỉnh Silesia theo số đăng ký A / 425/14 .

## Đặc điểm
Guido là mỏ than bảo tàng duy nhất trên quy mô toàn cầu, bởi vì các hoạt động khai thác hầm lò không được bảo tồn tốt như thế trong các trung tâm bảo tàng khác trên thế giới. Bảo tàng ngoài trời bao gồm các hành lang ở các mức -170 và -320 mét, cũng như một đơn vị phát triển bề mặt với các thiết bị kỹ thuật. Tại mỏ than có thể được nhìn thấy, trong các cấu trúc địa chất lớp đá với các hoạt động kiến tạo. Du khách tham quan sẽ được hướng dẫn bởi hướng dẫn viên.
Mức 170
Mức này nói về công việc của những người thợ mỏ tại thời điểm chuyển giao thế kỷ 19 và 20 trong khu vực tỉnh Silesia, về các hiểm họa khai thác và truyền thống ngành mỏ (Chapel St. ngành lễ mỏ Barbara). Các đường lò mức 170 được bổ sung bởi các hiệu ứng đa phương tiện.
Mức 320
Các hoạt động khai thác ở mức này được giữ gần như nguyện vẹn, khi các thợ mỏ hoàn thành công việc của họ lần cuối và rời khỏi mỏ. Một số hầm trạm ở mức này đã được sử dụng cho các hoạt động dịch vụ và nhà hàng, và nhiều buổi hòa nhạc, các cuộc họp và biểu diễn sân khấu diễn ra ở đây.
Mức 355
Mức 355 được mở vào ngày 4 tháng 2 năm 2016, đường lò mức đi qua các khu khai thác đã bị đóng cửa vào năm 1996-2014. Bạn có thể tham quan hoặc trong thời gian được gọi là "Ca" - khách quan quan trong trang phục quần áo của người thợ mỏ cùng hướng dẫn viên thực hiện một số công việc của mỏ hoặc trong khu vực đường lò "tối của mỏ" - khách tham quan sẽ nhận đèn cá nhân và tham quan tuyến đường này trong bóng tối.

## Du lịch
Sau khi mở mức khai thác 320, mỏ bao gồm hai mức khai thác khác nhau. Ở mức 170 mét giới thiệu lịch sử khai thác mỏ ở tỉnh Silesia và phương pháp khai thác than từ đầu thế kỷ 19 và 20. Ở mức khai thác này, có cả nhà thờ cho công nhân mỏ cầu nguyện. Trong không khí của thời đại và đặc điểm công việc của người thợ mỏ, họ giới thiệu các hiệu ứng nghe nhìn (ví dụ như các cuộc nói chuyện của những người thợ mỏ, tiếng sập đổ nóc lò). Mức 320 mét, như đã mô tả, mang đặc điểm của công nghệ khai thác hiện đại. Tour du lịch được quản lý bởi hướng dẫn viên đã tính trong giá vé.
Vào ngày 14 tháng 6 năm 2007, lễ khai trương tuyến du lịch mức 170 mét đã diễn ra tại khu mỏ. Vào ngày 4 tháng 12 năm 2008, mức 320 đã được mở.

## bibliography
- "Ten pieroński zabytek" (PDF). số 288. ngày 10 tháng 12 năm 1999. ISSN 0137-9356. Bản gốc (PDF) lưu trữ ngày 7 tháng 11 năm 2017. Truy cập ngày 25 tháng 5 năm 2019. {{Chú thích tạp chí}}: Chú thích magazine cần |magazine= (trợ giúp) "Ten pieroński zabytek" (PDF). số 288. ngày 10 tháng 12 năm 1999. ISSN 0137-9356. Bản gốc (PDF) lưu trữ ngày 7 tháng 11 năm 2017. Truy cập ngày 25 tháng 5 năm 2019. {{Chú thích tạp chí}}: Chú thích magazine cần |magazine= (trợ giúp) "Ten pieroński zabytek" (PDF). số 288. ngày 10 tháng 12 năm 1999. ISSN 0137-9356. Bản gốc (PDF) lưu trữ ngày 7 tháng 11 năm 2017. Truy cập ngày 25 tháng 5 năm 2019. {{Chú thích tạp chí}}: Chú thích magazine cần |magazine= (trợ giúp) "Ten pieroński zabytek" (PDF). số 288. ngày 10 tháng 12 năm 1999. ISSN 0137-9356. Bản gốc (PDF) lưu trữ ngày 7 tháng 11 năm 2017. Truy cập ngày 25 tháng 5 năm 2019. {{Chú thích tạp chí}}: Chú thích magazine cần |magazine= (trợ giúp)
- "Historia KOMAG-u. Lata '90". Bản gốc lưu trữ ngày 7 tháng 11 năm 2017. Truy cập ngày 25 tháng 5 năm 2019.
- Słownik historyczny kopalń węgla na ziemiach polskich (PDF). Katowice: Śląski Instytut Naukowy. 1984. ISBN 8300006486.
- "Historia kopalni Guido".